# ROOD, Socialistische Jongeren
ROOD, Socialistische Jongeren (kortweg ROOD) is een Nederlandse politieke jongerenorganisatie, verbonden aan de Revolutionair Socialistische Partij. De organisatie is ontstaan in 2003 als jongerenorganisatie van de Socialistische Partij, waardoor de organisatie tot november 2021 de naam ROOD, jong in de SP droeg. Deze partij verbrak in 2021 de banden met ROOD, onder meer vanwege betrokkenheid van een aantal bepalende leden bij het Communistisch Platform.

## Achtergrond

### Historie
In de jaren 1970 waren er binnen de SP de jongerenorganisaties Marxisties Leninistiese Jongeren (MLJ) en De Vonk actief. Daarna werden jongeren opgenomen in het actieve kader en de afdelingen van de partij. Vanaf ongeveer 1990 waren er binnen de SP werkgroepen actief die zich richtten op jongeren en studenten. De werkgroep "J-team" (jongeren) werd in 1999 hernoemd in "ROOD", aanvankelijk met de ondertitel "jongereninitiatief in de SP". In 2003 werd ROOD een vereniging met als doel "jongeren te betrekken bij het verwezenlijken van een socialistische maatschappij in Nederland" en het ondersteunen van de SP. De naam van de vereniging luidde officieel ROOD, jongeren in de SP, en werd in 2006 ingekort tot ROOD, jong in de SP.

Logo van ROOD gedurende de jaren 2006-2021.

ROOD was vanaf de start nauw verbonden met de moederpartij. Voor de gemeenteraadsverkiezingen van 2006 was 10 procent van de gekozen gemeenteraadsleden afkomstig van ROOD. Bij de Tweede Kamerverkiezingen 2006 werd voorzitter Renske Leijten verkozen op de SP-lijst. Ook het jongste Tweede Kamerlid, Farshad Bashir, was tijdens zijn ambtstermijn lid van ROOD.
Als jongerenorganisatie gelieerd aan de SP was ROOD georganiseerd in groepen, die onder de politieke en financiële verantwoordelijkheid van een SP-afdeling vielen. Het lidmaatschap stond open voor iedereen tussen de 14 en 28 jaar. ROOD-leden moesten ook lid zijn van de SP, met uitzondering van leden onder de 16 jaar die nog geen SP-lid mogen zijn. Er bestonden criteria voor het vormen van een groep, zoals een minimumaantal (actieve) leden. Het aantal groepen wisselde voortdurend, en was maximaal ongeveer 20 (rond 2016). Stabiele groepen bestonden in onder andere Amsterdam, Breda, Delft, 's-Hertogenbosch, Den Haag, Eindhoven, Groningen, Leeuwarden, Leiden, Nijmegen, Oss, Utrecht, Rotterdam, Weert en Zutphen. In 2007 had ROOD ongeveer 3000 leden, in 2015 ongeveer 2000. In 2020 waren er nog acht ROOD-groepen actief. De organisatie had eind 2020 ruim 1100 leden.
Van 2000 tot 2002 was Gerrie Elfrink (later wethouder in Arnhem) voorzitter van de werkgroep ROOD. Driek van Vugt was de eerste voorzitter na de formele oprichting van de vereniging, van 2003 tot 2005. Daarna volgden opeenvolgend Renske Leijten, Gijsbert Houtbeckers, Eva Gerrebrands, Leon Botter, Lieke Smits, Merel Stoop, Lisa de Leeuw, Arno van der Veen, Olaf Kemerink en Ties van den Bogaard.

### Conflict en breuk met de SP
In juni 2020 ontstond er een conflict tussen ROOD en de moederpartij, toen ROOD op een algemene ledenvergadering een motie tegen regeringsdeelname aannam, terwijl SP-fractievoorzitter Lilian Marijnissen regeringsdeelname met bijvoorbeeld de VVD op dat moment niet uitsloot. Op 22 november 2020 werd Olaf Kemerink met 75 procent van de stemmen van de algemene ledenvergadering als ROOD-voorzitter gekozen. Kemerink was echter door de SP geschorst vanwege zijn betrokkenheid bij het Communistisch Platform, dat door de SP beschouwd wordt als een andere politieke partij. Dit zette de verhouding tussen ROOD en de SP verder op scherp. Kemerink werd net als enkele andere SP-leden met betrokkenheid bij het Communistisch Platform per 1 januari 2021 geroyeerd.
In november 2020 had de SP alle ondersteuning aan ROOD op financieel, administratief, personeel en facilitair gebied opgeschort. Een groep prominente SP'ers, waaronder raadsleden, statenleden en de voormalige landelijke politici Eric Smaling, Fenna Vergeer en Henk Overbeek startten een petitie die opriep om tot een herstelde dialoog te komen tussen ROOD en de SP. Op de partijraad van de SP in december 2020 haalde moties om de relatie met ROOD te herstellen geen meerderheid, al stemde bijna een derde van de vertegenwoordigers voor de betreffende moties. In februari 2021 schrapte ROOD eenzijdig de bepaling dat leden ook lid moesten zijn van de SP en werd Kemerink alsnog als voorzitter geïnstalleerd.
Een commissie onder leiding van Nine Kooiman deed onderzoek naar de verstoorde relatie tussen de SP en ROOD. In een rapport dat in mei 2021 werd uitgebracht, kwam de commissie tot de conclusie dat de breuk niet te lijmen was. In juni 2021 verbrak de SP officieel de banden met ROOD nadat op een partijraad 107 van de 128 afdelingsvoorzitters instemden met de conclusies van de onderzoekscommissie. Als gevolg van de breuk nam ROOD op 21 november 2021 tijdens een ledenvergadering een motie aan voor een naamswijziging, waarna de ondertitel 'jong in de SP' is vervallen voor de ondertitel 'Socialistische Jongeren'.
ROOD is sinds de breuk met de SP een jongerenorganisatie zonder moederpartij. Echter, ROOD is wel nauw betrokken bij de oprichting van een nieuwe socialistische partij, de Revolutionair Socialistische Partij (RSP).

## Organisatie

### Bestuur
Landelijk heeft ROOD een (meestal negenkoppig) bestuur. Het bestuur, dat jaarlijks verkozen wordt, coördineert en financiert de groepen en organiseert landelijke actiecampagnes en activiteiten zoals scholingen en excursies. Binnen de landelijke SP was ROOD met zijn voorzitter als waarnemer vertegenwoordigd in het partijbestuur. Ook lokaal werd ernaar gestreefd om binnen het SP-afdelingsbestuur een vertegenwoordiger van ROOD te hebben om activiteiten te coördineren.
ROOD is onderverdeeld in lokale groepen, die over het algemeen vernoemd zijn naar de gemeente waar ze gevestigd zijn. ROOD-leden die niet in een van de gemeentes waar een groep gevestigd is woonachtig zijn, worden doorgaans actief binnen de dichtstbijzijnde groep.

### Publicaties
ROOD gaf een gratis jongerenkrant uit getiteld Code ROOD Deze geldt als opvolger van twee eerdere publicaties:
- A3, die eerder door de SP werd uitgegeven, gericht op hbo- en universitaire studenten (Later de Blikopener);
- Page Up, gericht op mbo-scholieren;

Code ROOD bevat politiek commentaar en nieuws over activiteiten van ROOD.
Daarnaast had ROOD een maandelijkse pagina in het SP-partijblad Tribune Van 2006 tot 2008 heeft ROOD het ROOD-magazine uitgegeven, speciaal voor haar eigen leden. Code ROOD was het blad van ROOD voor jongeren. Dit blad verscheen twee keer per jaar.
Verschillende lokale ROOD groepen geven De Bode uit. Dit is een krant van een pagina die als posters in de stad wordt opgehangen.
Sinds 2025 geeft ROOD Paraat! uit, een tijdschrift dat vier keer per jaar verschijnt. Naar eigen zeggen zet ROOD zich middels Paraat! in voor het verenigen van revolutionaire socialisten onder het marxisme.

### Scholing
ROOD organiseert ongeveer eens per maand een scholing of excursie voor de eigen leden. Jaarlijks terugkerend zijn de basis- en kaderscholingsweekenden en de zomerschool, die een week duurt en elk jaar een ander, breed onderwerp heeft. ROOD-scholingen werden voor de breuk met de SP vaak met sprekers en docenten ondersteund vanuit die partij. Ook worden hier regelmatig gastsprekers uitgenodigd die van buiten de SP komen.
Sinds 2019 is er ook een scholingsteam dat scholingen organiseert en discussiemateriaal maakt voor lokale groepen.

## Actiecampagnes

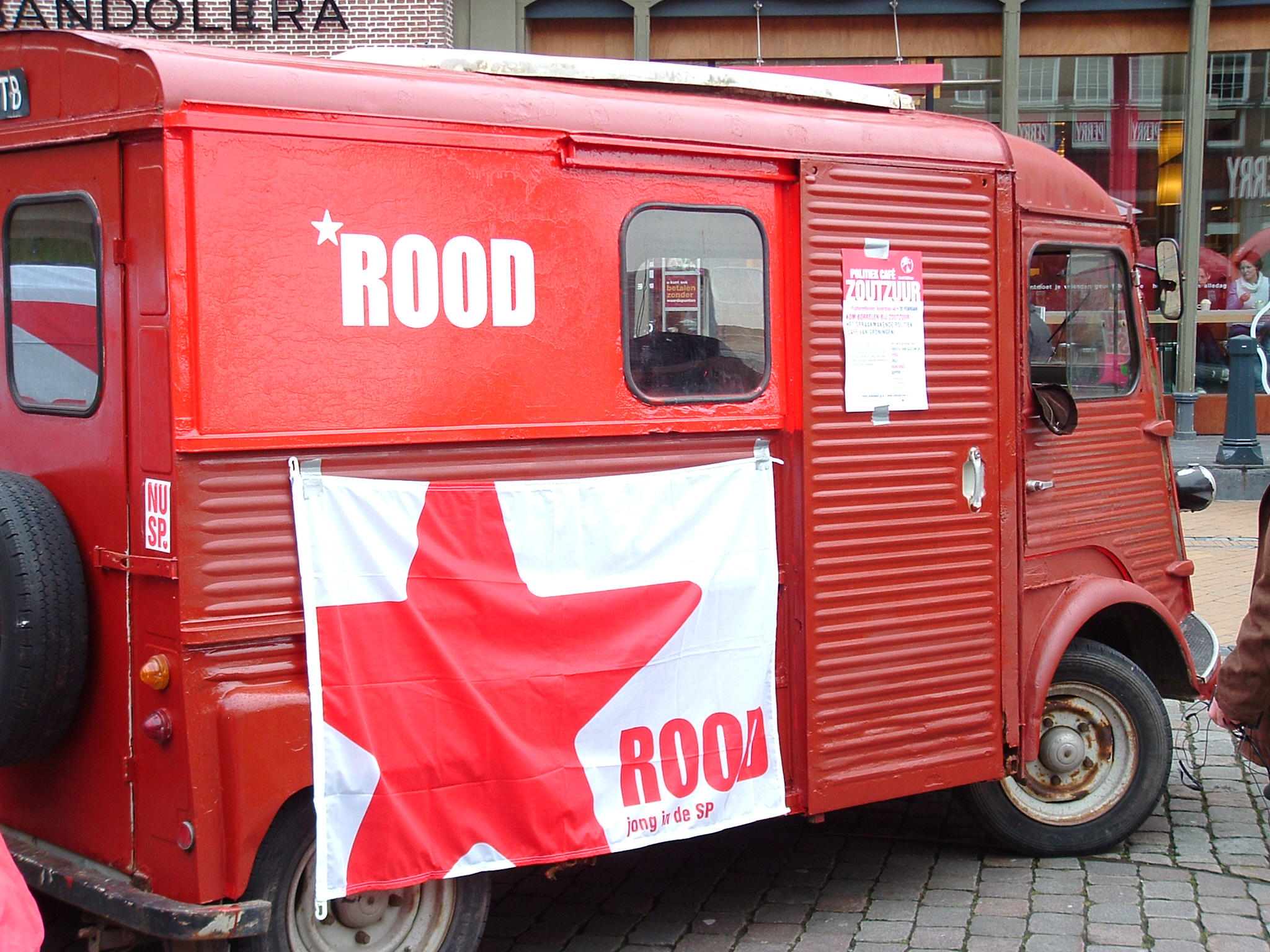
Campagnebus van ROOD Groningen voor de Provinciale Statenverkiezingen 2007

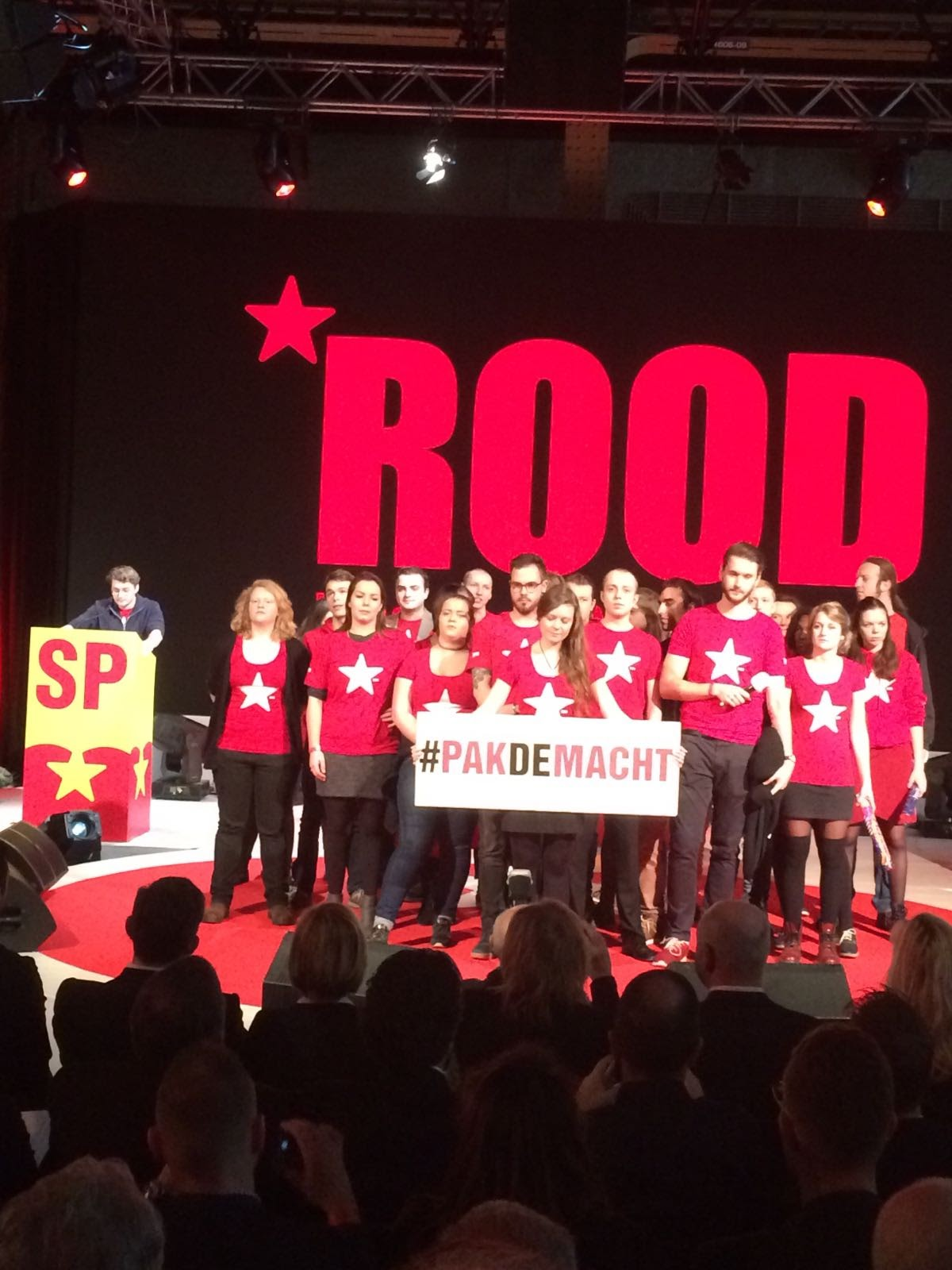
ROOD op het 22e SP-congres, Tilburg, 2017

In 2003 was ROOD onder meer actief met protest tegen de identificatieplicht en tegen bezuinigingen in het onderwijs. Ook werden er panden bezet om de woningnood aan de kaak te stellen, en op diverse universiteiten voerde men actie voor de mogelijkheid om koffie van een fair trade-merk te kunnen kopen. ROOD zond ook een afvaardiging deel naar het Europees Sociaal Forum (ESF) in Parijs.
Sinds 2003 organiseert ROOD jaarlijks de verkiezing van de 'Huisjesmelker van het Jaar', waarbij studenten hun huisbaas kunnen nomineren. Vanaf 2005 wordt deze verkiezing gezamenlijk georganiseerd met de Landelijke Studentenvakbond en lokale lidbonden daarvan.
In 2004 is ROOD begonnen met een campagne tegen dierproeven in de cosmetica-industrie, in 2005 was het L'Oréal die door ROOD met een bezoek en handtekeningen werd opgeroepen tot het stoppen van dierproeven.
Verder richtte ROOD zich steeds meer op internationale thema's en sociale globalisering. In 2005 faciliteerde ROOD een expositie van een groep jonge Palestijnen over hun cultuur in verschillende Nederlandse steden. Na een bezoek van ROOD-leden aan de bezette gebieden is er een vriendschapsverklaring getekend met de voetbalclub Hapoel Bnei Sachnin, door ROOD "FC Bnei Sakhnin" genoemd. In Nederland is er op initiatief van ROOD een supportersvereniging voor deze Arabisch-Israëlische club opgericht. Ook deed ROOD mee in de campagne tegen de Europese Grondwet onder het motto "Zeg je ja of denk je na".
In 2006 voerde ROOD twee eigen verkiezingscampagnes ter ondersteuning van de SP: een gemeenteraadscampagne onder het motto "Een goede raad is rood", en een Tweede Kamercampagne met als leus "ROODnodig, NU SP".
Ook in 2006 lanceerde ROOD de site www.watvooreikelszijnjullie.nl, een persiflage op de overheidswebsite www.watvooreikelbenjij.nl die bedoeld is om jongeren normen en waarden bij te brengen. ROOD noemt als reden voor de protestsite de verspilling van belastinggeld (ca. 1 miljoen euro voor de hele campagne, inclusief tv-spots) en het als respectloos betitelde taalgebruik. Ook hekelde ROOD het feit dat deze overheidssite duidelijk gekoppeld is aan MSN, waardoor er reclame op wordt gemaakt voor Microsoft.
In 2007 werd een Meldpunt Arbeid gestart en er werden, samen met de SP, handtekeningen opgehaald voor een onafhankelijk onderzoek naar de Nederlandse steun aan de Irakoorlog. In de zomer vormde ROOD samen met FNV Jong en DWARS de ‘Flexinspectie’, die in het hele land jonge supermarktmedewerkers ondervroeg. Ook werden verschillende universiteitssteden bezocht om ROOD en de SP te promoten op de introductieweken voor eerstejaarsstudenten. In het najaar onderzocht de jongerenorganisatie de extra studiekosten die studenten maken en haalde ze duizenden handtekeningen op voor de actie.
In 2007 is ROOD, samen met DWARS (GroenLinks) en de Groninger Studentenbond, in Groningen een informatiepunt voor jonge woningzoekenden begonnen genaamd de 'Woonwinkel'. Onder aanvoering van de woonwinkel werd onder andere een groot leegstaand kantoorpand gekraakt. De actie heeft in 2008 navolging gekregen: niet alleen in Groningen maar ook in Amsterdam organiseert ROOD samen met DWARS een woonwinkel in een gekraakt pand.
Sinds 2008 voert ROOD actie voor een OV-kaart voor 16- en 17-jarige mbo-scholieren. In tegenstelling tot hun leeftijdsgenoten op het hbo en wetenschappelijk onderwijs hebben ze hier geen recht op.
Omdat er sinds het aantreden van onderwijsminister Plasterk bezuinigd wordt op het hoger onderwijs, ondersteunt ROOD allerlei initiatieven en acties van studenten. Samen met de Landelijke Studentenvakbond en studenten was ROOD in 2009 aanwezig bij demonstraties tegen bezuinigingen in het hoger onderwijs.
In 2016 voert ROOD actie tegen de bombardementen in Syrië onder het motto "niet in mijn naam". Overigens steunt ROOD de opvang van vluchtelingen in het land, en voert acties om de vluchtelingen te verwelkomen. Verder is de groep actief op Twitter en Facebook.
In 2020 begon ROOD de campagne Pak De Fraudeurs naar aanleiding van de toeslagenaffaire, waarin werd opgeroepen voor betere behandeling van de slachtoffers en het harder aanpakken van de verantwoordelijke politici.
Compenseer Collegegeld Nu! is een landelijke campagne opgezet door ROOD in 2020 om te zorgen dat collegegeld vergoed werd wegens de problemen met het onderwijs tijdens de coronacrisis. Dit eindigde in een protest in Den Haag, waarna een motie voor compensatie is ingediend die niet werd aangenomen.
In Groningen startte ROOD Shelter Our Students in 2021 een couchsurfing initiatief dat meer dan 250 studenten tijdelijke huisvesting gaf. Ook was er een actietraject dat uiteindelijk eindigde in de bezetting van het academiegebouw waar zij bleven tot al hun eisen waren ingewilligd. Dit ging onder andere over meer noodopvang en betere communicatie naar internationals. Met hulp van SOS zijn meer groepen opgericht in andere delen in het land zoals Shelter Our Students Maastricht en No Room For Us in Amsterdam.
In 2023 plakte de Groningse groep dildo's tegen het gebouw van DUO als actie onder de naam "Naai DUO terug". Het was een ludieke actie tegen de verhoging van de rente op studieleningen van 0,46% naar 2,56%, terwijl de overheid in 2015 zei dat studieleningen gunstig zouden zijn. In 2019 grapte dezelfde afdeling ook om het hoofdgebouw van DUO te bestormen als parodie op de 'bestorming' van Area 51. Op facebook schreef de organisatie: “We gaan echt niet DUO bestormen, maar willen hiermee aandacht vragen voor de hoge studieschulden, verdwijning van de basisbeurs en verhoging van rentes”.
Op 14 november 2024 ging een onderwijsdemonstratie, die onder druk van de gemeente was afgelast omdat zij naar eigen zeggen informatie had ontvangen dat pro-Palestijnse demonstraten de demonstratie zouden 'kapen', op aanjagen van onder meer ROOD toch door.
In 2024 begon ROOD in samenwerking met de RSP een campagne tegen de NAVO in aanloop naar de NAVO-top in Den Haag in 2025.  Als onderdeel van de campagne zullen ROOD en de RSP onder andere lezingen geven, actievoeren bij defensielocaties en de anti-imperialistische boodschap verspreiden. Als onderdeel van deze campagne organiseert ROOD samen met de RSP en andere organisaties een tegentop op 21 en 22 juni.